# عبد الرحمن عادل الشمري
عبد الرحمن عادل الشمري (1974-) شاعر سعودي، وأحد نجوم برنامج شاعر المليون في نسخته الاولي الموسم الأول 2006 / 2007.

## ولادته ونسبه
هو عبدالرحمن بن عادل بن راكان بن عايد الرعد من فخذ اللحالحة من الأسلم من شمر، شاعر سعودي ، ولد في دولة الكويت عام 1974 ويقيم الآن في بلده في محافظة حفر الباطن في السعودية ، وقد بدأ كتابة الشعر وهو في عمر الخامسة عشر حيث يتقن الشعر الفصيح والنبطي والفراتي ( العراقي ).

## مشاركاته الشعرية الرسمية
شارك في برنامج شاعر المليون في النسخة الأولى وحاز على المركز الثالث ، ويمتاز بكتابة الشعر الفصيح إلى جانب الشعر النبطي ، وله عدة مشاركات في مهرجانات محلية في عدة مناطق في السعودية والخليج العربي ، يحمل شهادة الثانوية العامة , كان أول ظهور شعري له في عام 1991 خلال حفل تخريج المتطوعين خلال الغزو العراقي لدولة الكويت، حيث كان من المتطوعين في مدينته حفر الباطن.

## نشاطه وظهوره الاعلامي
- برنامج حديث الخليج - قناة الحرة.
- حوار المساء - سكاي نيوز عربية .
- برنامج إضاءات - قناة العربية.
- برنامج علوم الشعراء (إذاعة أبوظبي).
- برنامج يا هلا ( قناة روتانا).
- برنامج بيت القصيد ( قناة روتانا).
- الموسم الأول برنامج المغاني ( قناة أبوظبي).
- برنامج نجوم الخير ( قناة الصحراء).
- برنامج شعراء الملايين ( قناة الظفرة ).
- هلا فبراير 2007.
- هلا فبراير 2009.
- مهرجان الجنادرية 2007.
- ملتقى البحرين الشعري 2007.
- مهرجان النعيرية ( السعودية).
- مهرجان الزيتون ( الجوف).
- مهرجان الغضا (عُنيزة).
- مهرجان بريدة الصيفي ( القصيم).
- مهرجان رالي حائل السنوي.
- مهرجان قصر الحكم (الرياض).
- مهرجان الخالدية ( الأردن).
- مهرجان (الباوّاو) - ولاية أريزونا -أمريكا.
- أصبوحة جامعة الملك سعود (الرياض).
- أمسية جامعة أبوظبي ( الإمارات).
- اصبوحة جامعة البترا ( الاْردن ).
- ملتقى عُمان الشعري.
- ليلة سعوديه ( دبي ).

## أشهر قصائده ودواوينه
- ديوان «تغريداتي». [3]
- ديوان  قصائدي.
- قصيدة رز البيارق (أغنية وطنية).[4]
- قصيدة العالم يغني لزايد (أغنية وطنية).
- قصيدة بنات الخديوي.
- قصيدة تك .. وتك. [5]
- قصيدة تعاليل المحبة.
- قصيدة  الملحمه الشمريه.
- قصيدة  سقى الله مكان من العقيلة إلى الفنطاس.
- قصيدة ما بين اطيع وبين اخشم وما اطيع.
- قصيدة تخريش الهواء.
- قصيدة تحمد الله جا زمانك وبيّنت.
- قصيدة لا تلكن الحرف تكفى.
- قصيدة هذا الرجل يحبك.
- قصيدة مسحور فيك.
- قصيدة ملح الورد.
- قصيدة شامية اتصلت غلطانة.
- قصيدة الفقر.
- قصيدة الطبيشي.
- قصيدة شيخان قوم ملصمقة لصماقة.
- قصيدة جات شمر دووه يتلى دووه دووه.
- قصيدة عطست برد وعطستي من راسي.
- قصيدة الخسخسه.

## جدل
ومن أكثر وجهات النظر التي أثارة الجدل عندما صرح بأنَ مافعله الرسام الدنماركي من رسومات حول الرسول صلى الله عليه وسلم ماهي إلا ردة فعل لما يحصل من المسلمين ، وأن النبي محمد ليس بحاجة الي قصائده ليدلل على محبته للرسول ، ولديه ايضا وجة نظر مثيرة للجدل حيث قال أثناء احد المقابلات بتشكيكه في أن الجزائر بلد المليون شهيد، مما أثار الجدل على مواقع التواصل الاجتماعي. متسائلا بالقول : “هل يعقل أن الفرنسيين قتلوا مليون جزائري، هذا غير منطقي، أنا من خلال بحثي البسيط فإن 156 شخصًا فقط الذين قتلوا بالسجون، اعتقد أن فرنسا ليست غبية لتقتل كل هذا العدد”. 